# Roger Peterson

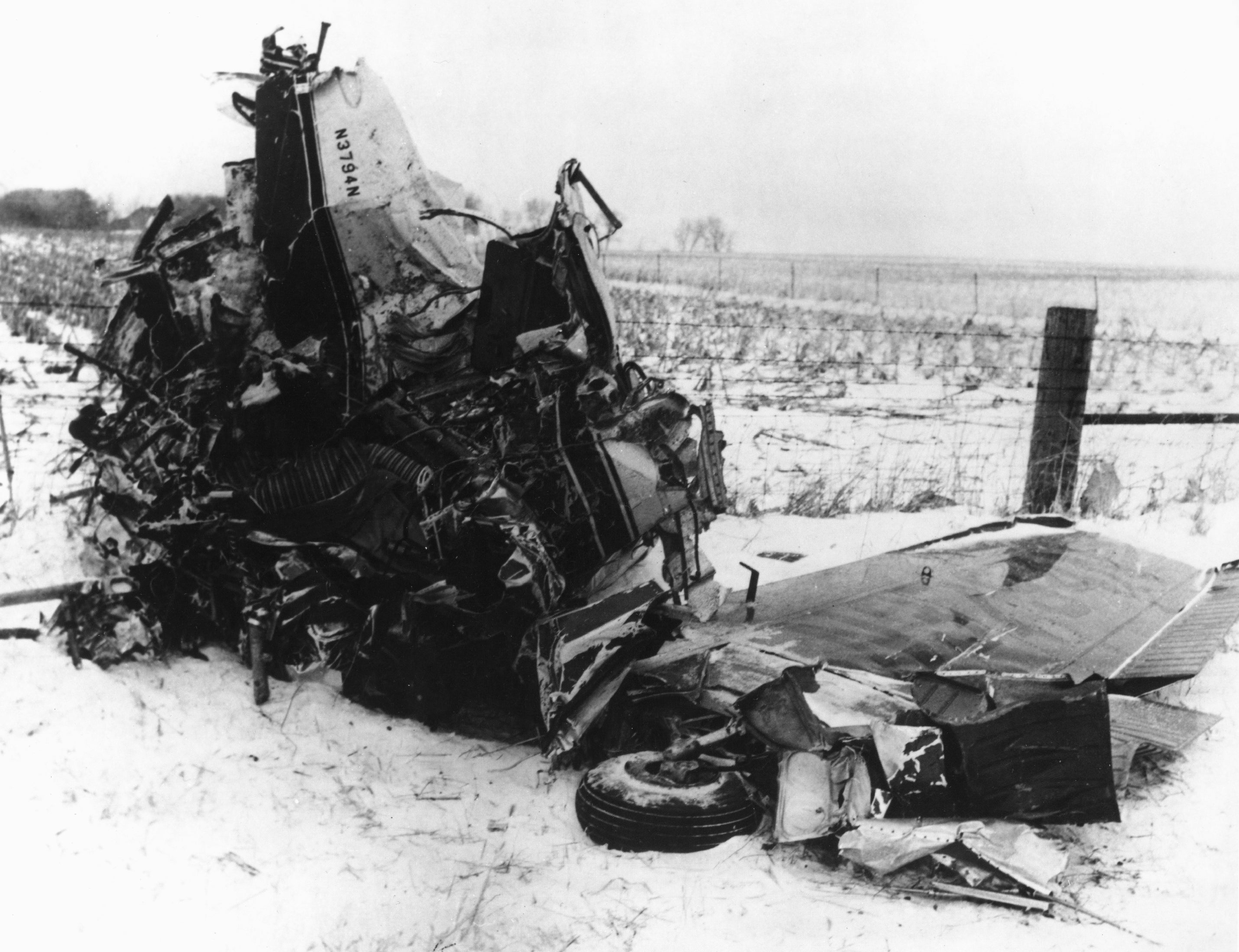
Imagine de la locul prăbușirii avionului Beechcraft Bonanza din 3 februarie 1959

Roger Arthur Peterson (24 mai 1937, Jamestown, New York, SUA – 3 februarie 1959, Old Lyme, Connecticut) a fost pilotul avionului Beechcraft Bonanza, al cărui impact a luat viața superstarurilor rock and roll Buddy Holly, Ritchie Valens și JP "The Big Bopper", Richardson, precum și pe a lui pe însuși, în data de 3 februarie 1959. Evenimentul a ajuns să fie cunoscut sub numele de "The Day the music died" (Ziua în care a murit muzica).

## Viața timpurie
Peterson a fost născut și a crescut în Alta, Iowa, și a fost cel mai mare dintre cei patru copii ai lui Arthur și Pearl Peterson. Conform raportului tragediei din 3 februarie 1959, a  Civil Aeronautics Board, până în 1959, Peterson a efectuat zboruri de peste patru ani și a primit certificatul de pilot pe avioane civile și private, în octombrie 1954 și certificat de pilot comercial în aprilie 1958; o perioadă scurtă de timp mai târziu, el a fost angajat ca pilot de către Dwyer Flying Service  - serviciul de zbor din Mason City, Iowa.
La data de 14 septembrie 1958, Peterson s-a căsătorit cu Deanne Lenz, cu care se cunoscuse și ieșise încă din liceu. Cuplul a locuit în Clear Lake, Iowa, iar Peterson făcea o naveta cu mașina la Mason City (care se afla la aproximativ 7 km de Clear Lake). În ianuarie 1959, Peterson a primit calificarea ca instructor de zbor pe perioadă limitată (4 ani), cu toate că el nu a avut mare experiență de zbor ca atare, acumulând doar 52 de ore și nu a fost evaluat pe zbor comercial în timp de noapte. Perioada totală de zbor  a lui Peterson a fost evaluată în raportul de mai sus ca experiență la 711 ore - 128 de ore pe diferite tipuri de avioane comerciale, cumulate cu zboruri de chartere locale.

## Accidentul
În seara zilei de 2 februarie 1959, directorul Surf Ballroom-ului din Clear Lake l-a contactat pe Roger Peterson pentru a aranja un zbor tip charter de la Mason City la Fargo, în Dakota de Nord. Sala de bal (Surf Ballroom) a găzduit în acea seară "The Winter Party Dance Tour" și unul dintre artiștii interpreți, anume Buddy Holly, a vrut să zboare înainte de restul membrilor formație sale, care au călătorit cu autobuzul. Acesta întâmpinase serioase probleme la sistemul de încălzire, astfel că Buddy se săturase să meargă în acel ger năpraznic de februarie. De altfel, The Big Bopper avea și el simptome de gripă și îl rugase pe unul dintre membri formației lui Buddy Holly să îi cedeze locul în avion. Ritchie Valens câștigase locul în avion, prin intermediul unui coin toss (aruncare cu moneda), în defavoarea chitaristului Tommy Allsup și el membru în formația lui Holly.
Peterson a fost de acceptat zborul, iar atunci când artiștii au ajuns la aeroport, a aflat că, în plus față de Holly, alți doi pasageri ar fi cei menționați mai sus, anume Ritchie Valens și JP "The Big Bopper" Richardson. 

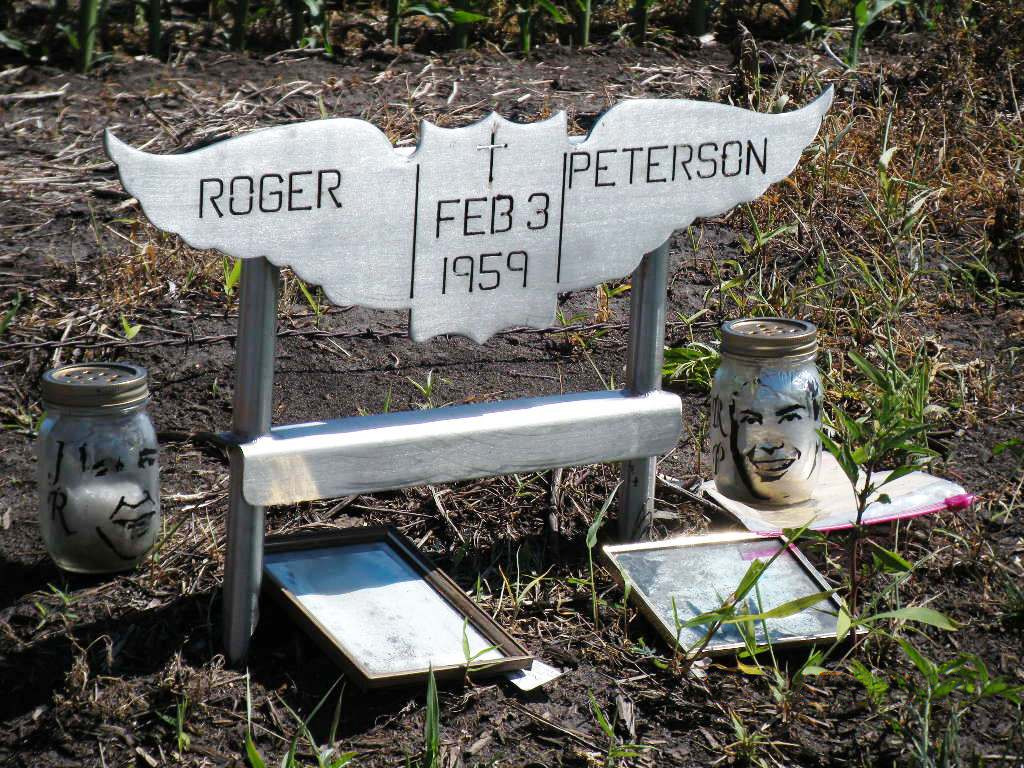
Monument dedicat pilotului Roger Peterson de lângă locul prăbușirii (Clear Lake, Iowa). Monumentul s-a construit în anul 2009, la împlinirea a 50 de ani de la catastrofa aviatică care a curmat viețile celor 4.

Avionul, un Beechcraft Bonanza 1947 (numărul de înregistrare N3794N), a decolat în condiții de ninsoare ușoară de la Aeroportul Mason City în jurul orei 1:00, în dimineața zilei de 3 februarie 1959. Avionul s-a întors la 180 de grade la stânga spre nord-vest de aeroport, la o altitudine de aproximativ 2000 de picioare MSL, și a dispărut din câmpul vizual, cinci minute mai târziu, câteva persoane observând luminile avionului cum se îndreaptă spre sol. Beechcraft-ul Bonanza s-a prăbușit într-un lan de porumb, la cinci mile de aerodrom, ducând la uciderea lui Peterson și a celor trei pasageri.

### Factori
Consiliul de Aeronautică Civilă a concluzionat că principala cauză a accidentului a fost o eroare de pilotaj din cauza incapacității lui Peterson de a interpreta corect un indicator de altitudine Sperry F3, pe care a fost nevoit să se bazeze, în condițiile meteorologice predominant ostile. Teoria este că Peterson nu a interpretat corect giroscopul (ca și cum acesta a fost un giroscop convențional) și a crezut că avionul a câștigat altitudine, când de fapt acesta cobora spre sol. Peterson nu a fost informat cu privire la aceste modele de giroscoape existente pe Bonanza. Un factor secundar a fost faptul că pilotul nu a fost informat de condițiile meteo, fapt ce l-ar fi determinat să amâne zborul.

## Înmormântarea
Un serviciu memorial pentru Roger Peterson a avut loc la Redeemer Lutheran Church, Ventura, Iowa, la 5 februarie 1959. Înmormântarea a avut loc a doua zi, la Biserica Luterană Sf. Pavel, în orașul său natal din Alta, Iowa. Peterson a fost îngropat în Cimitirul Buena Vista Memorial în apropiere de Storm Lake. Mormântul lui Peterson este situat la coordonatele N 42 39.189 W 095 13.996. Părinții lui Peterson au primit mai târziu scrisori de condoleanțe de la familiile lui Holly și Valens. Avea numai 21 de ani, în momentul morții.
În iunie 1988, o statuie care poartă numele lui Peterson și ale celor trei Staruri Rock n Roll, a fost ridicată în afara Surf Ballroom-lui, în prezența văduvei lui Peterson, a părinților și a surorii sale; Evenimentul a marcat pentru prima dată adunarea împreună a familiilor  lui Holly, Richardson, Valens și Peterson.